# Racket Girls
Racket Girls is een Amerikaanse film uit 1951. De film werd geregisseerd door Robert C. Dertano. Hoofdrollen werden vertolkt door Peaches Page, Timothy Farrell en Clara Mortensen.

## Verhaal
De film draait om Scalli, een manager van vrouwelijke worstelaars. In werkelijkheid is dit slechts een dekmantel voor zijn criminele activiteiten, waaronder drugssmokkel en prostitutie. Hij gaat een grote deal aan met een paar criminelen, waaronder de maffiabaas Mr. Big. De deal pak echter verkeerd uit. Hierdoor komt hij zwaar in de schulden bij Mr. Big, en is gedwongen te vluchten.

## Cast
| Acteur          | Personage                         |
| --------------- | --------------------------------- |
| Peaches Page    | 'Peaches' Page                    |
| Timothy Farrell | Umberto Scalli                    |
| Clara Mortensen | Clara Mortensen, World Champion   |
| Phil Bernard    | Mr. Big                           |
| Rita Martínez   | Rita Martinez, Champion of Mexico |
| Muriel Gardner  | Ruby McKenzie                     |
| Don Ferrara     | Joe the Jockey                    |
| Matt Douglas    | Ronnie, a Mobster                 |
| Paul Merton     | Monk, the Book-keeper             |
| Bruce Spencer   | Eddie, a Gangster                 |
| Tony Zarro      | Lefty, a Mobster                  |

## Achtergrond
De film staat ook bekend onder de titels Blonde Pickup, Pin Down Girl, Pin Down Girls en Wrestling Racket Girls.
De film werd bespot in de cultserie Mystery Science Theater 3000